# کاتسوهیرو یاماکی
کاتسوهیرو یاماکی (ژاپنی: 山木 勝博؛ زادهٔ ۱۶ آوریل ۱۹۷۰) یک بازیکن فوتبال اهل ژاپن است.
از باشگاه‌هایی که در آن بازی کرده‌است می‌توان به باشگاه فوتبال کاشیما آنتلرز اشاره کرد.